# Eritreia nos Jogos Olímpicos de Inverno de 2018
A Eritreia participou dos Jogos Olímpicos de Inverno de 2018, realizados na cidade de Pyeongchang, na Coreia do Sul. 
Foi a estreia do país em Olimpíadas de Inverno, onde esteve representado pelo esquiador alpino Shannon-Ogbani Abeda. Abeda nasceu em Alberta, no Canadá, mas seus país são imigrantes da Eritreia.

## Desempenho

### Esqui alpino
Masculino
| Atleta               | Evento         | Descida 1 | Descida 2 | Total   | Pos. |
| -------------------- | -------------- | --------- | --------- | ------- | ---- |
| Shannon-Ogbani Abeda | Slalom         | DNF       | DNF       | DNF     | DNF  |
| Shannon-Ogbani Abeda | Slalom gigante | 1:19.86   | 1:20.01   | 2:39.87 | 61º  |

Legenda
| Recorde mundial      | Recorde mundial (World record)               |                       | Recorde africano                      | Recorde africano (African) |                                           | Q | Classificado por posição (Qualified) |
| Recorde olímpico     | Recorde olímpico (Olympic record)            | Recorde da América    | Recorde da América (Americas)         | q                          | Classificado por melhor tempo (Qualified) |   |                                      |
| Melhor marca do ano  | Melhor marca do ano (World leading)          | Recorde asiático      | Recorde asiático (Asian)              | DNS                        | Não largou (Did not start)                |   |                                      |
| Recorde nacional     | Recorde nacional (National record)           | Recorde europeu       | Recorde europeu (European)            | DNF                        | Não terminou (Did not finish)             |   |                                      |
| Recorde pessoal      | Recorde pessoal do atleta (Personal best)    | Recorde da Oceania    | Recorde da Oceania (Oceania)          | DSQ / DQ                   | Desclassificado (Disqualified)            |   |                                      |
| Recorde da temporada | Recorde da temporada do atleta (Season best) | Recorde sul-americano | Recorde sul-americano (South America) | NM                         | Sem marca (No mark)                       |   |                                      |